# Mohamed Achi
Mohamed Achi Bouakline (* 16. Januar 2002 in Bondy) ist ein französisch-marokkanischer Fußballspieler, der aktuell bei AF Rodez in der Ligue 2 spielt.

## Karriere

### Verein
Achi begann seine fußballerische Ausbildung im Januar 2010 bei der AS Bondy, wo er unter anderem von Kylian Mbappés Vater Wilfried Mbappé trainiert wurde. Nach sechseinhalb Jahren wechselte er in die Jugendakademie des FC Nantes. Mit dessen U17-Team gewann er 2018/19 die französische Meisterschaft. In der Saison 2019/20 spielte er bereits mit den A-Junioren in der Coupe Gambardella. Zu seinem ersten und einzigen Saisoneinsatz für die zweite Mannschaft in der National 2 kam er in der Spielzeit 2020/21. Er entwickelte sich dort zum Stammspieler und spielte 2021/22 24 Mal, wobei er drei Tore schoss und sechs Treffer vorlegte. Im Dezember 2021 unterzeichnete er schließlich seinen ersten Profivertrag bei den Kanarienvögeln. Zudem debütierte er am letzten Spieltag der Saison nach Einwechslung bei einem 1:1-Unentschieden gegen die AS Saint-Étienne für die Profis in der Ligue 1, welche auch den Pokal gewannen. In der Hinrunde der Spielzeit 2022/23 spielte er zweimal in der Ligue 1 und stand in Folge des Pokalgewinns im Vorjahr auch in der UEFA Europa League im Kader. Zudem war er in jener Spielzeit Kapitän der zweiten Mannschaft. Für die Rückrunde der Spielzeit wurde Achi an den Drittligisten Paris 13 Atletico verliehen. In der National spielte er 13 Partien, konnte den Hauptstädtern jedoch nicht zum Klassenerhalt verhelfen.
Im Sommer 2024 wechselte Achi zu AF Rodez.

### Nationalmannschaft
Achi spielte von November 2021 bis Juni 2022 sechsmal für die französische U20-Nationalmannschaft und schoss dabei ein Tor. Zudem gewann er 2022 mit dem Team das Maurice-Revello-Turnier für U20-Nationalmannschaften.

## Erfolge
FC Nantes
- Französischer B-Junioren-Meister: 2019
- Französischer Pokalsieger: 2022
  - Finalist: 2023

Frankreich U20
- Maurice-Revello-Turniersieger: 2022